# BAP Unión (BEV-161)
El B.A.P. "Unión" (BEV-161) es un buque escuela perteneciente a la Marina de Guerra del Perú, comisionado para el servicio de su Escuela Naval. Es un velero de cuatro mástiles con aparejos de tipo bricbarca,  construido entre los años 2012-2015 en los astilleros del SIMA Perú; asimismo, es el primer buque de estas características en la Armada peruana. Recibió su nombre en honor de la corbeta Unión, navío que participó en la primera etapa de la guerra del Pacífico como parte de la escuadra comandada por el almirante Miguel Grau, máximo héroe naval del Perú.
Su construcción se decidió para cubrir, tras décadas de postergación, la necesidad de contar con una nave semejante para el adoctrinamiento tanto de los cadetes de la Escuela Naval del Perú como de los alumnos de la Escuela Técnica de Suboficiales, CITEN. De igual modo, el B.A.P. "Unión" opera como un embajador itinerante del país en sus diversas travesías por el mundo, para lo cual el Ministerio de Defensa mantiene convenios con las carteras de Cultura, Comercio Exterior y Turismo, y Relaciones Exteriores. Por sus características y dimensiones, ha sido catalogado como el buque escuela más grande del continente americano y el mayor del mundo, después del STS Sedov.

## Historia

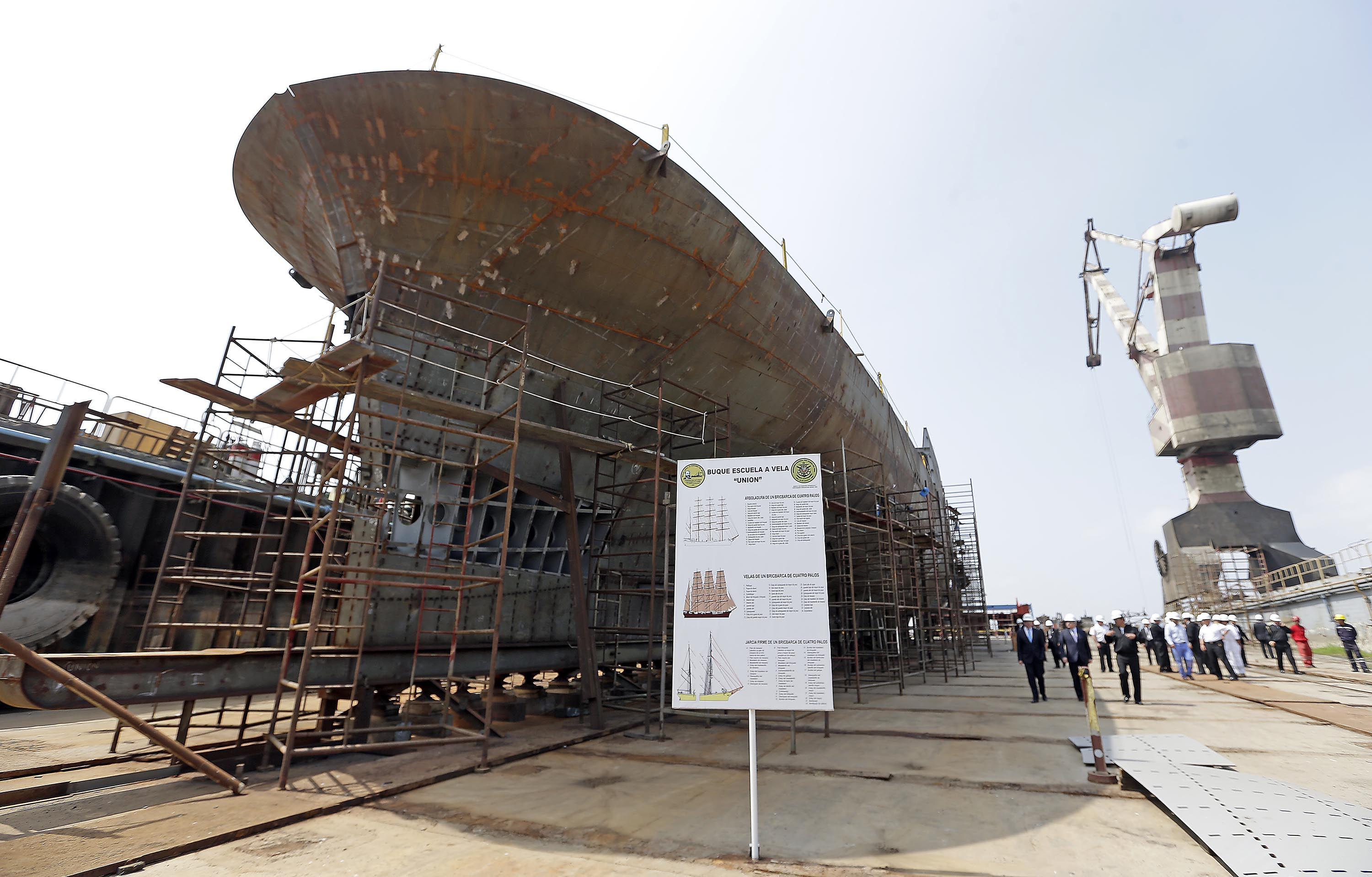
Casco del Unión en construcción en SIMA Perú

Durante muchos años la Marina de Guerra del Perú había anhelado contar con un buque escuela de vela que sirviera para la instrucción de sus cadetes. Con este fin, el Gobierno peruano expidió en 1985 la Ley N.º 24094, que declaraba de necesidad pública y de interés nacional contar con un buque de estas características. Sin embargo, debido a la crisis económica que atravesó el país a finales de los años ochenta y por posteriores restricciones en el presupuesto público, el proyecto fue continuamente aplazado.
En el año 2010, el proyecto de inversión pública del buque escuela fue finalmente declarado factible y aprobado, con lo cual la construcción del navío quedó autorizada. El 2012 el Gobierno anunció que encargaría su construcción al astillero naval del SIMA Perú, ubicado en el puerto del Callao, con la asesoría técnica y la cooperación del Gobierno español a través de la ingeniería de Vigo (España) CYPSA (Castellanos y Pamies, S.L.), especializada en este tipo de buques, que se encargó del diseño conceptual, básico y de detalle de la nave. El 8 de diciembre del 2012 se inició su construcción mediante una ceremonia de colocación de la quilla en presencia del presidente de la República, Ollanta Humala. El casco estuvo listo dos años después y fue botado el 22 de diciembre del 2014 en el mar del Callao.
Posteriormente, se prosiguió con los trabajos complementarios, como la colocación de los mástiles y la hélice en junio del 2015, así como el diseño de los interiores y el equipamiento, que fueron adjudicados a la firma de ingeniería española con sede en Vigo Acopafi, la cual, a su vez, subcontrató a la decoradora M. O. Contract. Asimismo, en virtud de un convenio entre el SIMA Perú y Navantia, se dotó al buque de un Sistema Integrado de Control de Plataforma, Navegación y Comunicaciones. De acuerdo a la Memoria Anual 2016 del SIMA Perú, el costo total de construcción de la nave ascendió a S/ 166,887,237.68 Soles (aproximadamente 55 millones de Dólares).

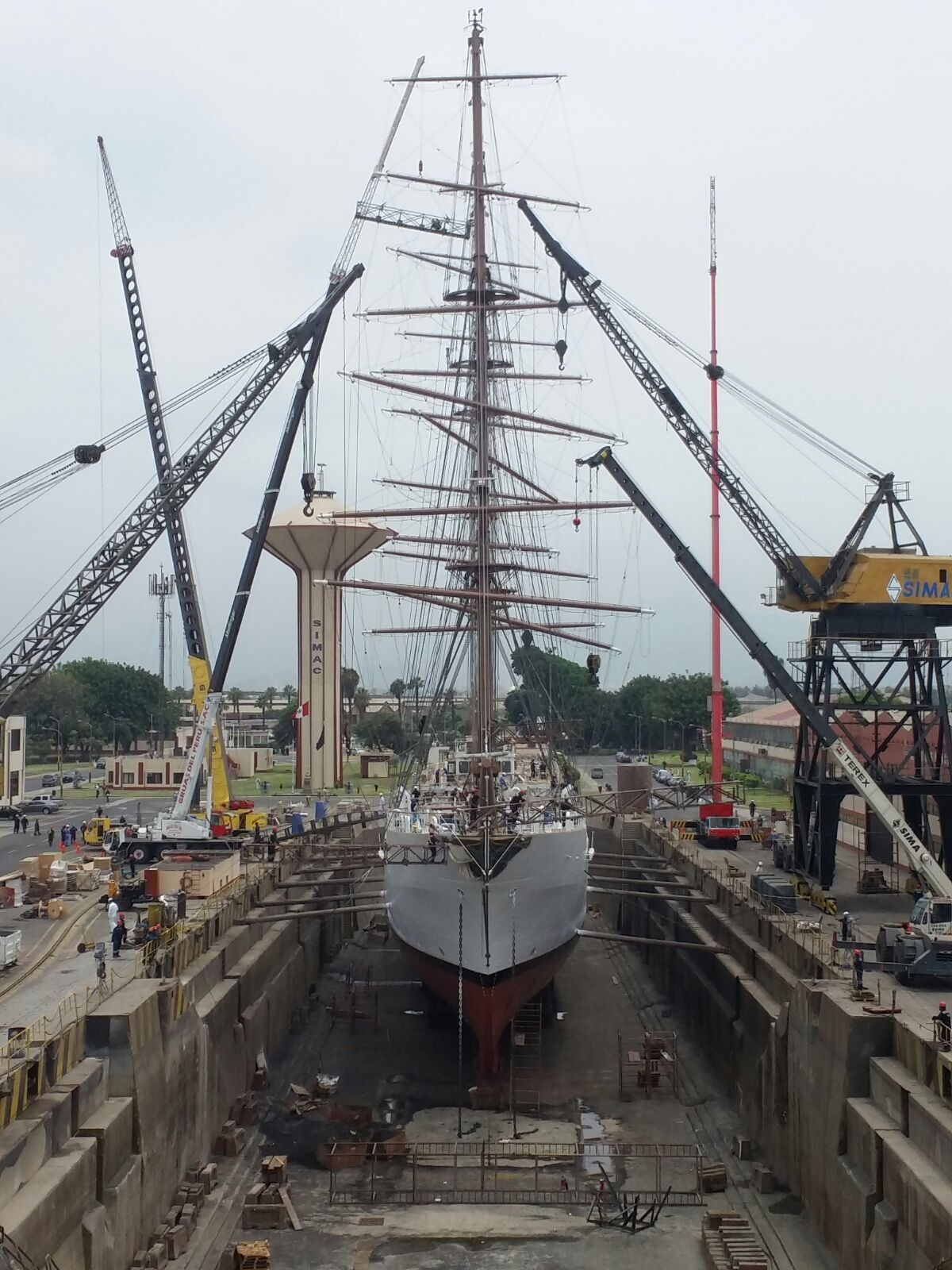
El Unión durante los trabajos finales en SIMA Perú

De manera paralela a la construcción del velero, el Gobierno peruano se ocupó de brindar adiestramiento a su futura tripulación, para lo cual contó con la asesoría de un instructor de la Armada española, además de destacar a parte de su dotación a cruceros de instrucción de otros países. Así, por ejemplo, a bordo del velero mexicano ARM Cuauhtémoc, el personal peruano completó un período de capacitación que incluyó clases teóricas, navegación a vela, navegación mixta, maniobra de veleros, maniobra de aparejos, entre otros. De igual modo, una delegación de marinos peruanos fue destacada a la ciudad de Cartagena de Indias para participar de los trabajos de mantenimiento y reparación del velero colombiano ARC Gloria.
El 27 de enero del 2016, el B.A.P. "Unión" fue oficialmente asignado (comisionado) a la Marina de Guerra del Perú mediante una ceremonia de afirmado del pabellón nacional, en la cual participaron el presidente de la República, el ministro de Defensa y el comandante general de la Marina, entre otras autoridades y personalidades. El capitán de navío Gianfranco Polar Figari fue designado primer comandante del buque, bajo cuyo comando se llevaron a cabo las pruebas de mar de la embarcación durante el mes de junio de 2016. Posteriormente, el Unión realizó un primer viaje de entrenamiento operacional, zarpando desde el puerto del Callao el 10 de julio de 2016 con destino al puerto de Matarani, en el sur del Perú, a donde llegó dos días después.
El 27 de julio de 2016 el B.A.P. "Unión" inició su primer crucero de instrucción al extranjero, denominado oficialmente como "VIEX 2016" (Viaje de Instrucción al Extranjero 2016). En esta primera travesía el Unión visitó los puertos de Guayaquil (Ecuador), Cartagena (Colombia), San Juan (Puerto Rico), La Habana (Cuba), Miami (Estados Unidos), Veracruz (México) y Balboa (Panamá), donde los cadetes navales y la tripulación del buque, además de recibir instrucción en ejercicios y maniobras navales a bordo del velero, difundieron la cultura peruana con información y muestras itinerantes proporcionadas por el Ministerio de Comercio Exterior y Turismo. La ceremonia de zarpe fue presidida por el Presidente del Consejo de Ministros Pedro Cateriano Bellido, acompañado de los ministros de Defensa, de Relaciones Exteriores y del comandante general de la Marina de Guerra, almirante Edmundo Deville, entre otras autoridades civiles y militares. La nave retornó a su base en el Callao el 3 de noviembre de 2016.

## Características

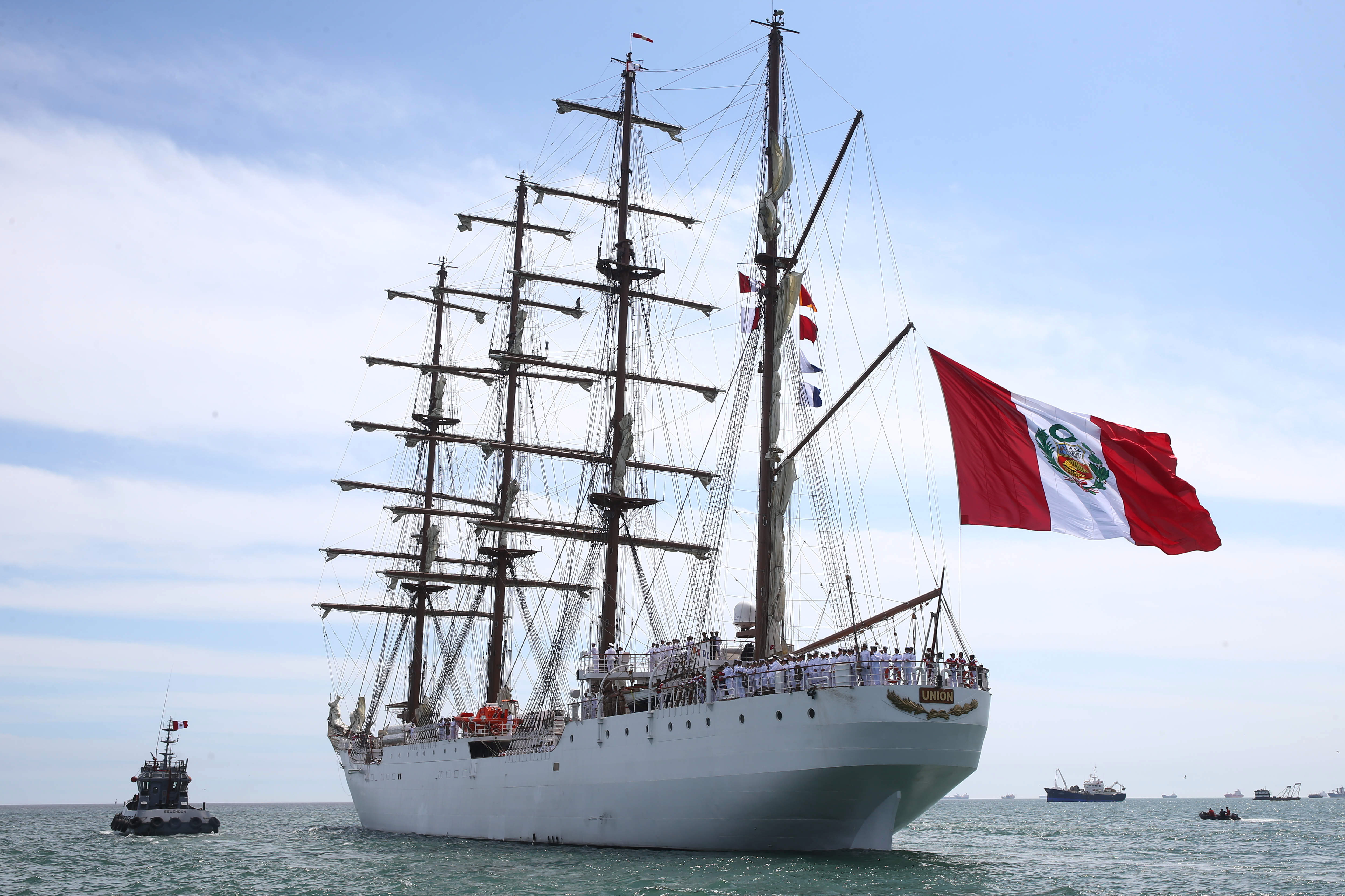
BAP Unión en Callao, Perú

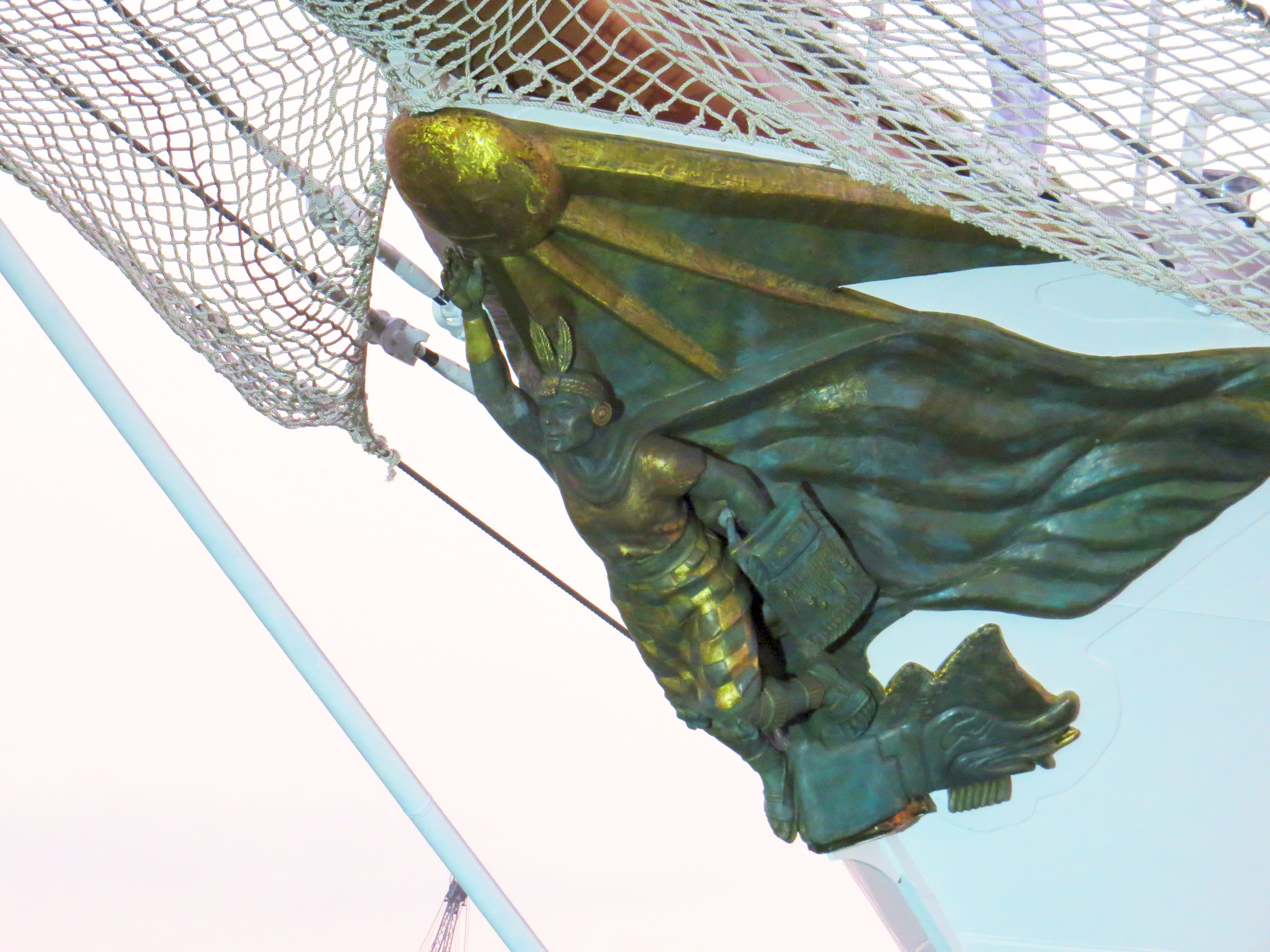
Mascarón de proa del Unión

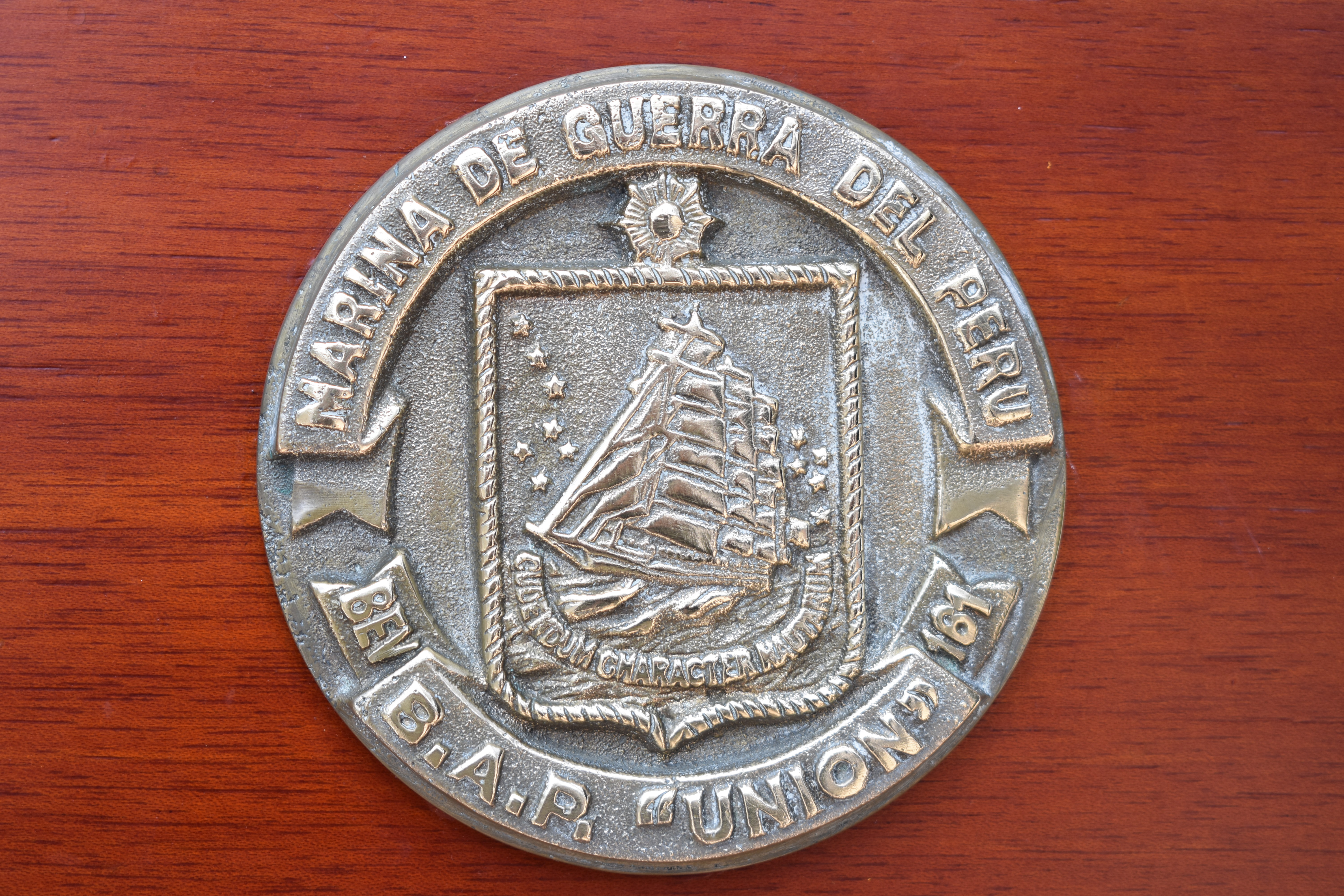
Escudo

### Diseño y propulsión
La moderna embarcación, considerada como la más grande de su tipo en América (a la fecha de su puesta en servicio), es un velero de 4 palos con aparejos de tipo bricbarca; está compuesta de 38 bloques estructurales de acero, tiene una eslora o largo total (con bauprés) de 115,5 m, manga o ancho máximo de 13,5 m, calado o profundidad de 6,5 m, calado aéreo de 53,5 m, un desplazamiento de 3200 toneladas, una potencia de 1825 kW, una velocidad de 12 nudos y capacidad para 250 tripulantes. 
La propulsión consiste en un motor diésel Caterpillar 3516H (2448 bhp), una hélice de paso variable BERG (4 palas), un reductor Reintjes y una hélice de maniobra Rolls Royce en la proa. Su velamen está compuesto por 34 velas de fabricación Wienecke distribuidas en el palo bauprés (5), palo trinquete (9), palo mayor proel (9), palo mayor popel (8) y palo mesana (3), con una superficie vélica total de 3402 m².

### Mascarón de proa
El mascarón de proa es de bronce y fue tallado por la escultora Pilar Martínez Woodman. Lo componen diversos símbolos iconográficos del antiguo Perú. Así, como elemento central, se aprecia la figura del inca Túpac Yupanqui, conocido como el Resplandeciente, que aparece sobre la piedra de los doce ángulos y con la mano derecha levantada y apuntando a la figura del dios Sol. Lleva sobre la cabeza una mascapaicha, viste un unku con el diseño de un damero, así como una capa en forma alada que semeja las olas del mar. También, a modo de rodilleras, lleva la figura de un puma blanco, animal sagrado que simboliza la fuerza del soberano. Su escudo contiene dos rombos unidos en forma horizontal que representan al Tahuantinsuyo.

### Escudo
El escudo es de forma rectangular en la parte superior, mientras que la inferior presenta una base en forma de arco y punta curvilínea. Los bordes tienen forma de cabo de color amarillo y representan la maniobra del velero. En su interior, el diseño se encuentra dividido en dos campos: uno de color celeste claro, que representa el cielo; y otro de azul marino oscuro, que representa el océano. En la parte central y sobrepuesta al firmamento, aparece la silueta del Unión en plena navegación, con el pabellón nacional izado sobre su popa; a la izquierda se aprecia la constelación de la Osa Menor con la estrella Polaris, que es la guía de los navegantes en el hemisferio norte, mientras que a la derecha se aprecia la constelación de la Cruz del Sur, que es característica del hemisferio austral. Estas enseñas representan los dos hemisferios por los que el buque efectuará sus travesías. 
En la parte superior del escudo, se ubican un sol radiante y la designación «Marina de Guerra del Perú» inscrita en un cintillo tremolante de color amarillo y con letras de color negro. En la parte inferior se aprecia el nombre de la unidad, «BAP Unión», inscrito también en un cintillo tremolante de color amarillo y con letras de color negro. Debajo de la figura del velero, aparece el lema del buque escuela, escrito en latín con letras de color blanco: Cudendum Character Nautarum, que significa «Forjando el carácter del marino».

### Acondicionamiento para la instrucción
Dada su condición de buque escuela, el interior del navío alberga un auditorio, una biblioteca, una plataforma informática y aulas para facilitar a los cadetes navales el aprendizaje de la navegación astronómica, la meteorología, la oceanografía, la hidrografía, y las maniobras y operaciones navales.

## Viajes y galardones
| BAP Unión | |                     |
| Año       | Países y Puertos visitados | Designación oficial |
| 2016      | Callao (Perú) - Guayaquil (Ecuador) - Cartagena (Colombia) - San Juan (Puerto Rico) - La Habana (Cuba) - Miami (Estados Unidos) - Veracruz (México) - Balboa (Panamá) - | VIEX 2016           |
| 2017      | Callao (Perú) - Balboa y Colón (Panamá) - Jacksonville, Norfolk y Boston (EE.UU) - Charlottetown (Canadá) - Londres (Inglaterra) - Hamburgo (Alemania) - Róterdam (Holanda) - Le Havre (Francia) - La Coruña, Cádiz, Santa Cruz de Tenerife (España) - Lisboa (Portugal) - Santo Domingo (República Dominicana) - Colón y Balboa (Panamá) - Guayaquil (Ecuador) | VIEX 2017           |
| 2018      | Participó en el evento Velas Latinoamérica 2018 y visitó los puertos de Valparaíso y Antofagasta (Chile) - Callao (Perú) - Guayaquil (Ecuador) - Balboa (Panamá) - Curazao - Cartagena de Indias (Colombia) - La Guaira (Venezuela) - Santo Domingo (República Dominicana) - Cozumel y Veracruz (México) - Puerto Limón (Costa Rica)                            | VIEX 2018           |
| 2022      | En el marco de la VIEX 2022, participó en el evento Velas Latinoamérica 2022 visitando diversos puertos. | Velas Latinoamérica |

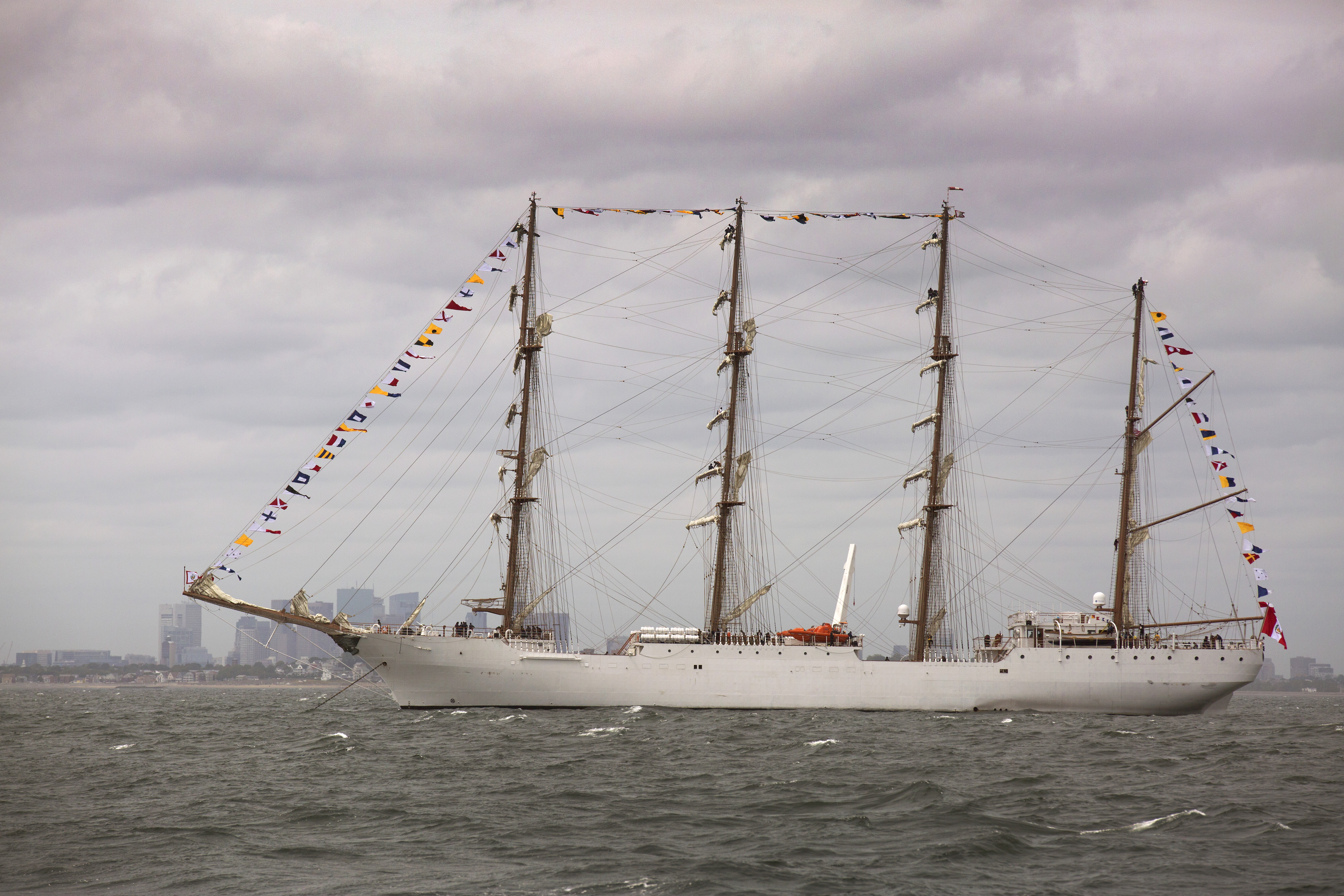
En Boston, 2017

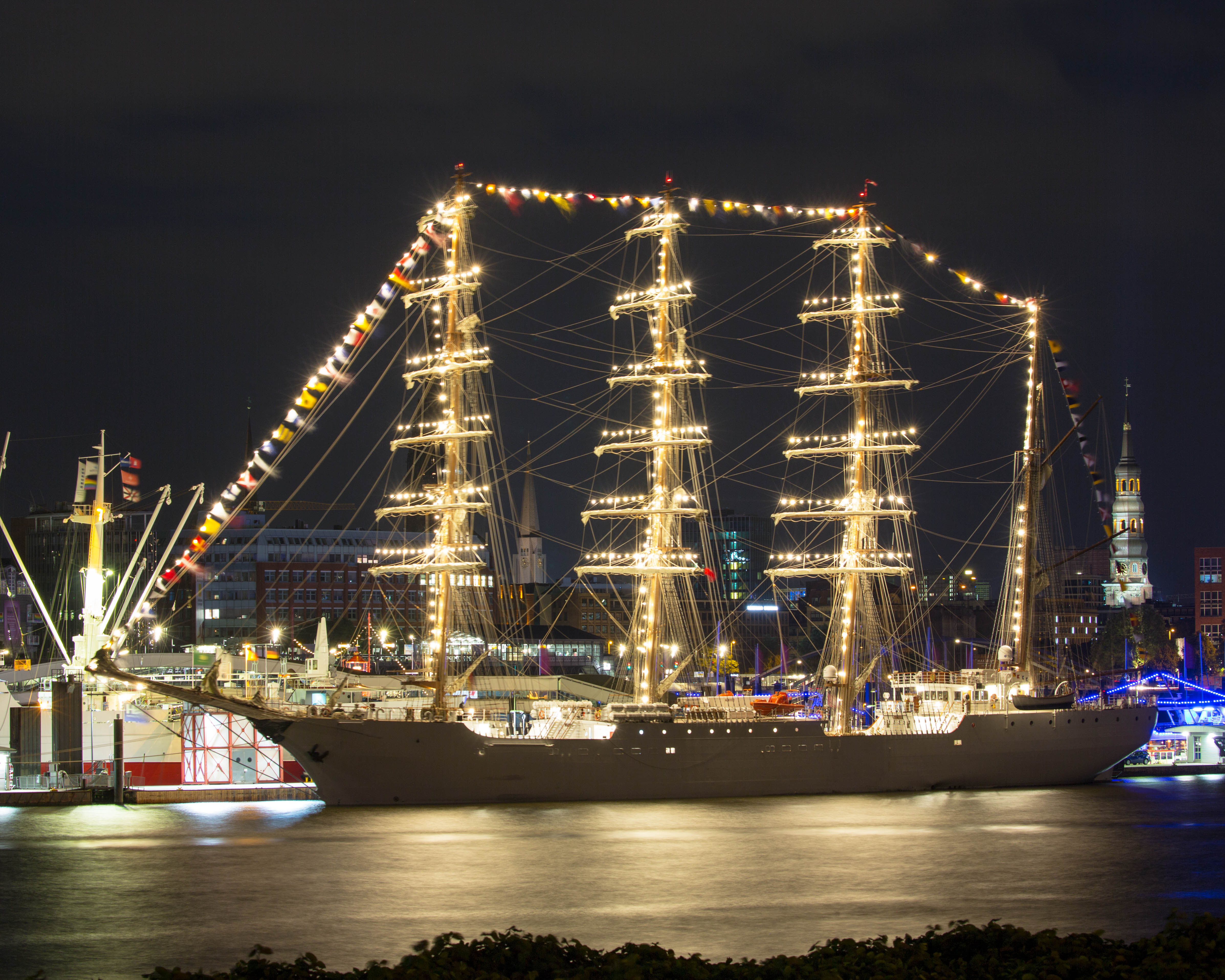
En Puerto de Hamburgo, 2017

El primer viaje realizado por el B.A.P. "Unión" se produjo el 10 de julio de 2016 dentro de aguas territoriales peruanas (del puerto del Callao al puerto de Matarani) con el propósito verificar el correcto funcionamiento del navío así como el alistamiento debido de su tripulación. Sin embargo, el primer crucero de instrucción propiamente dicho inició el 27 de julio de 2016 en un viaje denominado oficialmente como "VIEX 2016" (Viaje de Instrucción al Extranjero 2016), el cual marcó el inicio formal de las travesías para las que fue construida la nave.
En 2017 se llevó a cabo el segundo Viaje de Instrucción al Extranjero (VIEX 2017). Como parte de esta travesía, el B.A.P. "Unión" participó en la regata Rendez-Vous 2017, que comprende una serie de competencias de veleros organizada por la Sail Training International. En dicho certamen, el Unión ganó la carrera de Boston a Charlottetown en el Golfo de San Lorenzo (Canadá).
En 2023, el Unión fue premiado con el Boston Teapot Trophy por parte de su viaje desde Callao a Tahití al navegar 1261 millas náuticas con una velocidad promedio de 10,71 nudos entre las 21:00 GMT del 5 de julio y las 01:00 GMT del 11 de julio de 2023. El viaje se realizó durante el inicio de la vuelta al mundo del buque de la Armada Peruana.

## Galería de imágenes

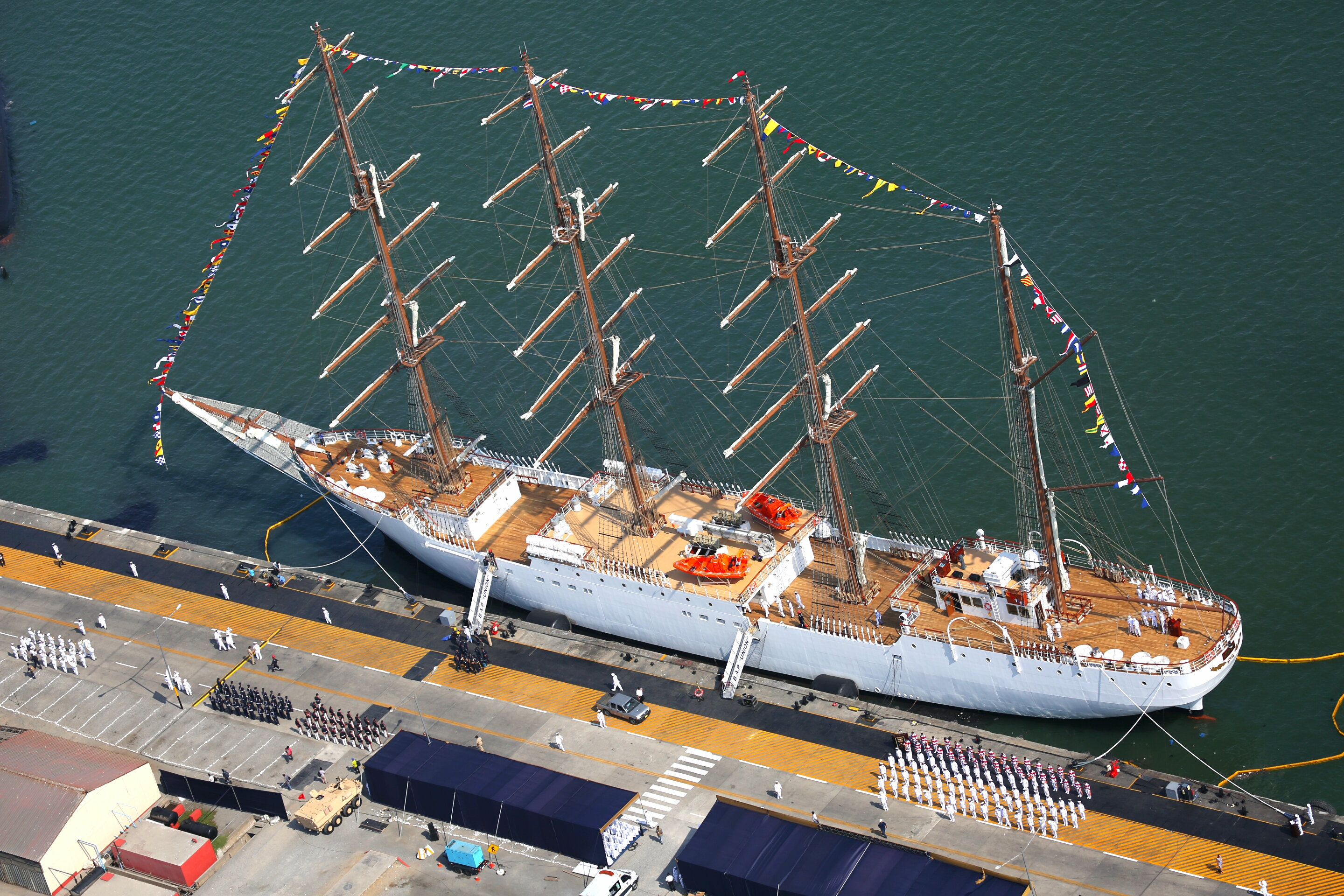
BAP Unión (enero, 2016).
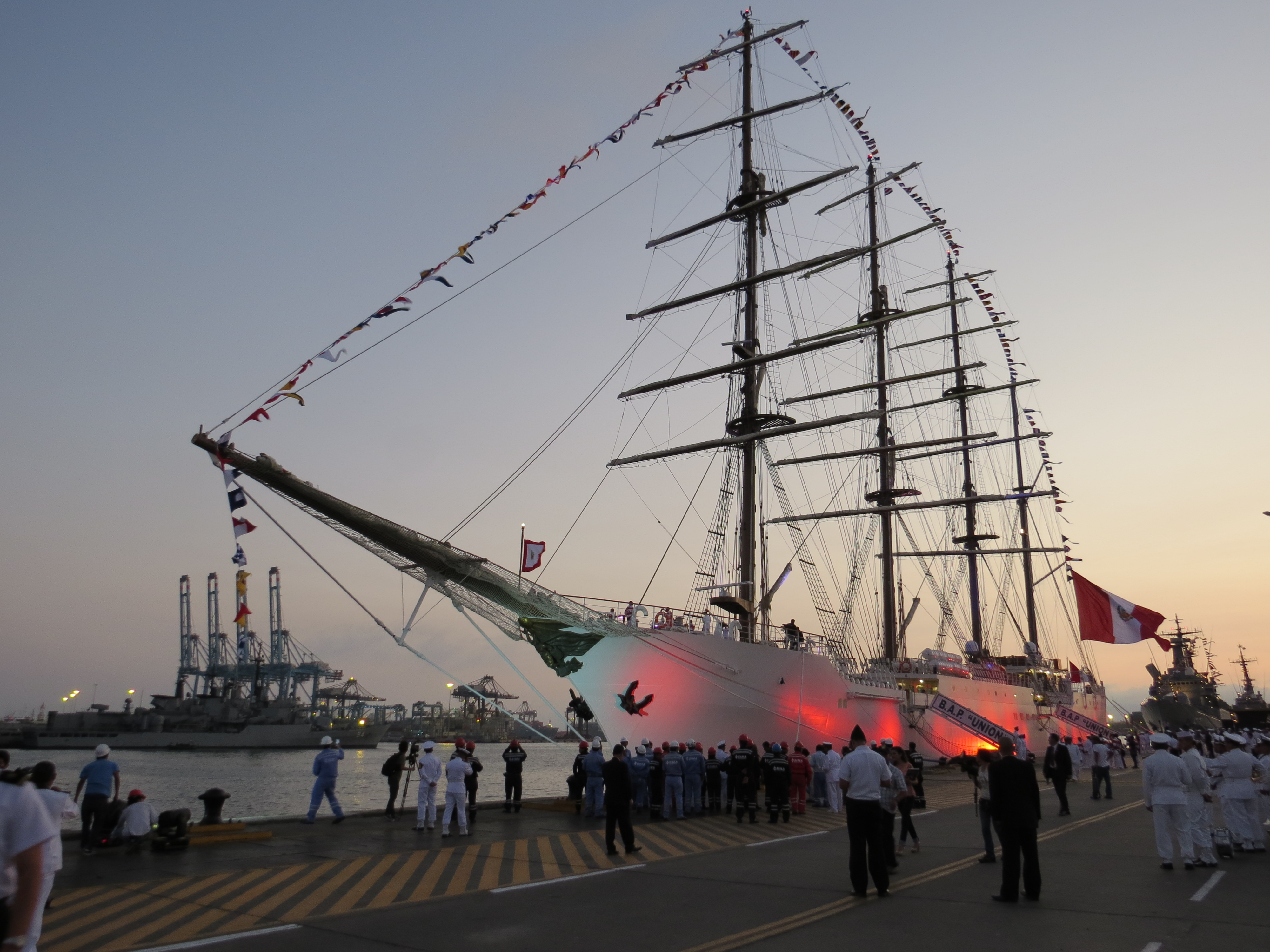
BAP Unión (enero, 2016).
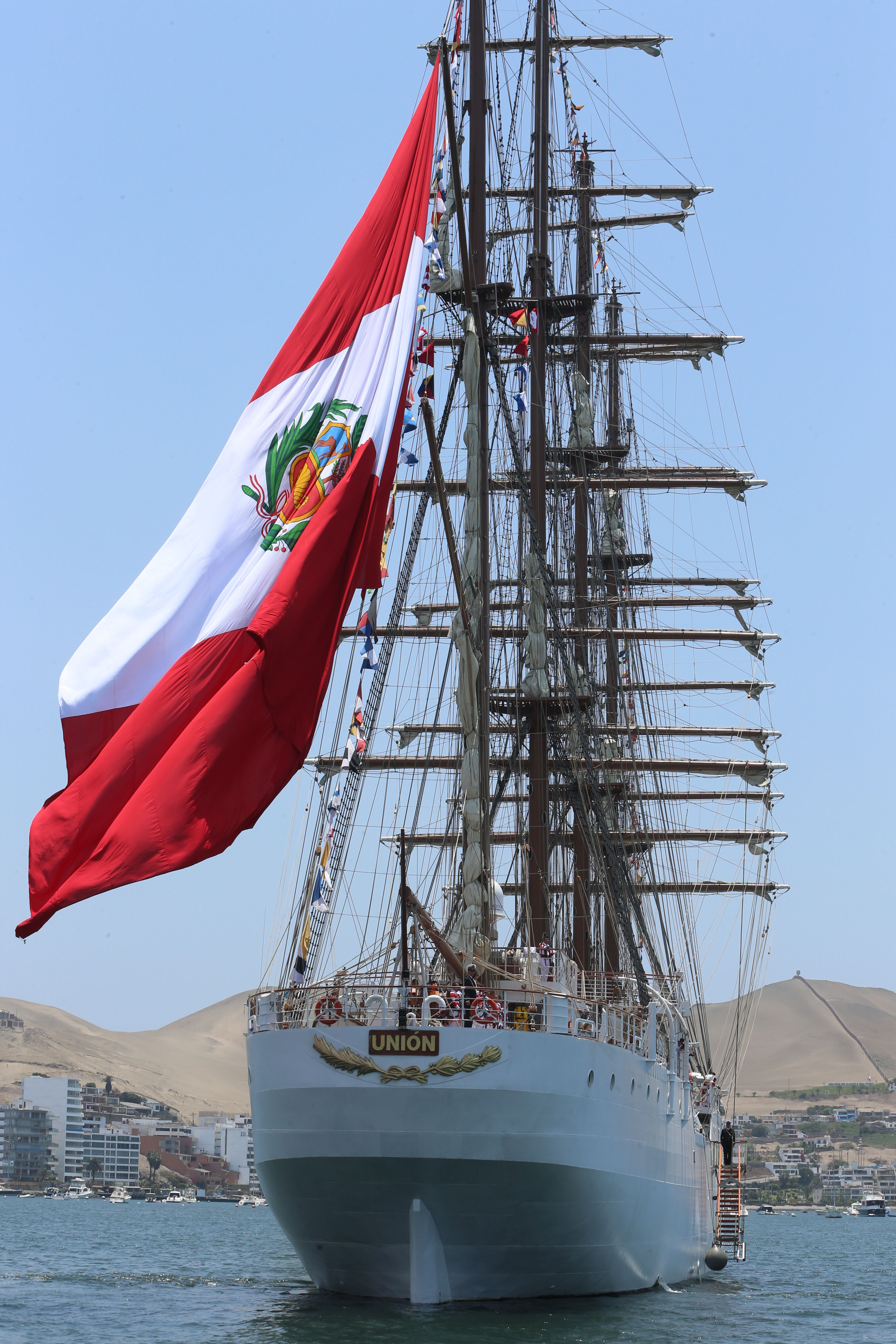
Bap Unión arribando a Ancón (noviembre, 2016).
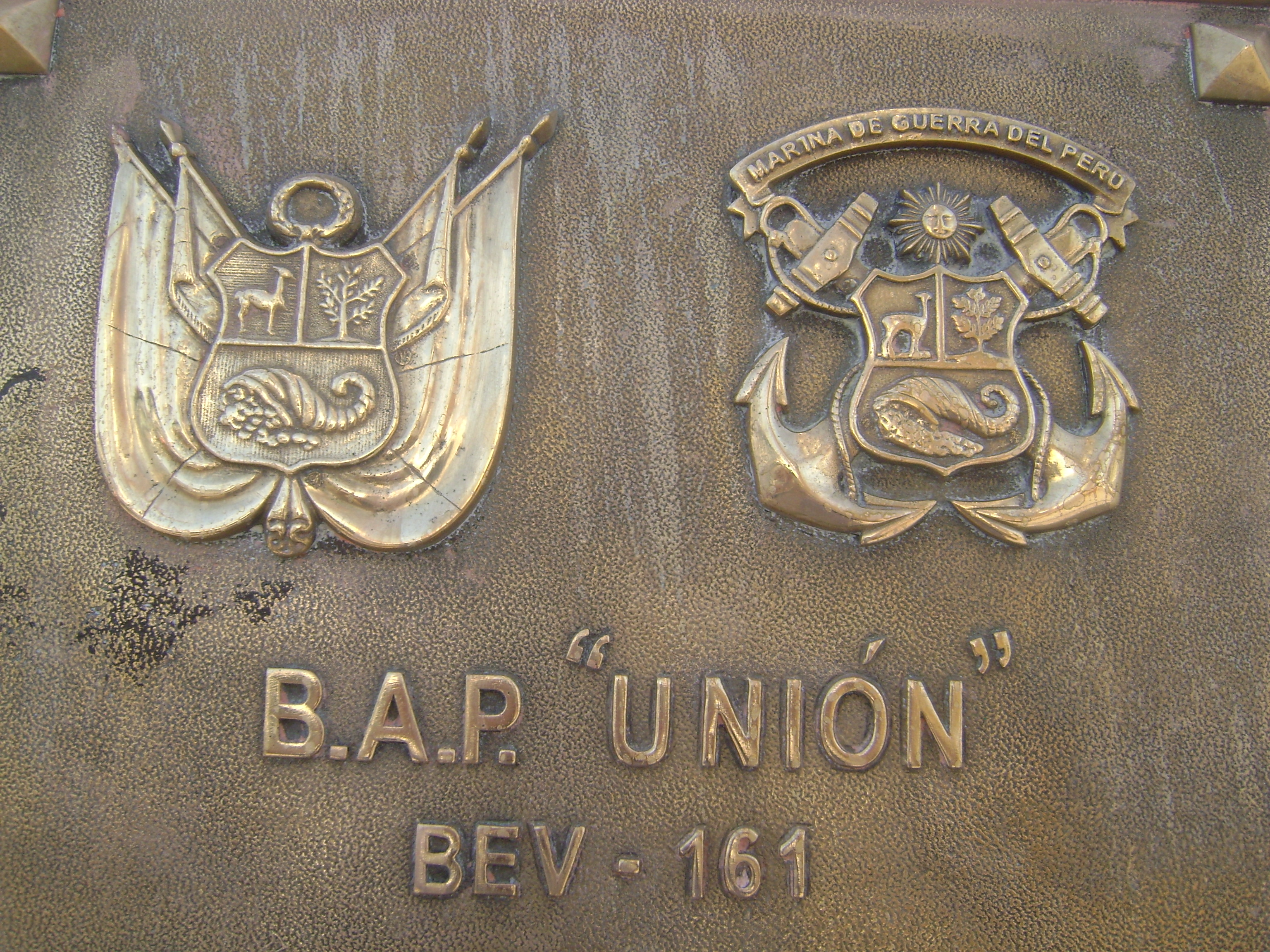
Escudo del Perú y de la Marina de Guerra del Perú.
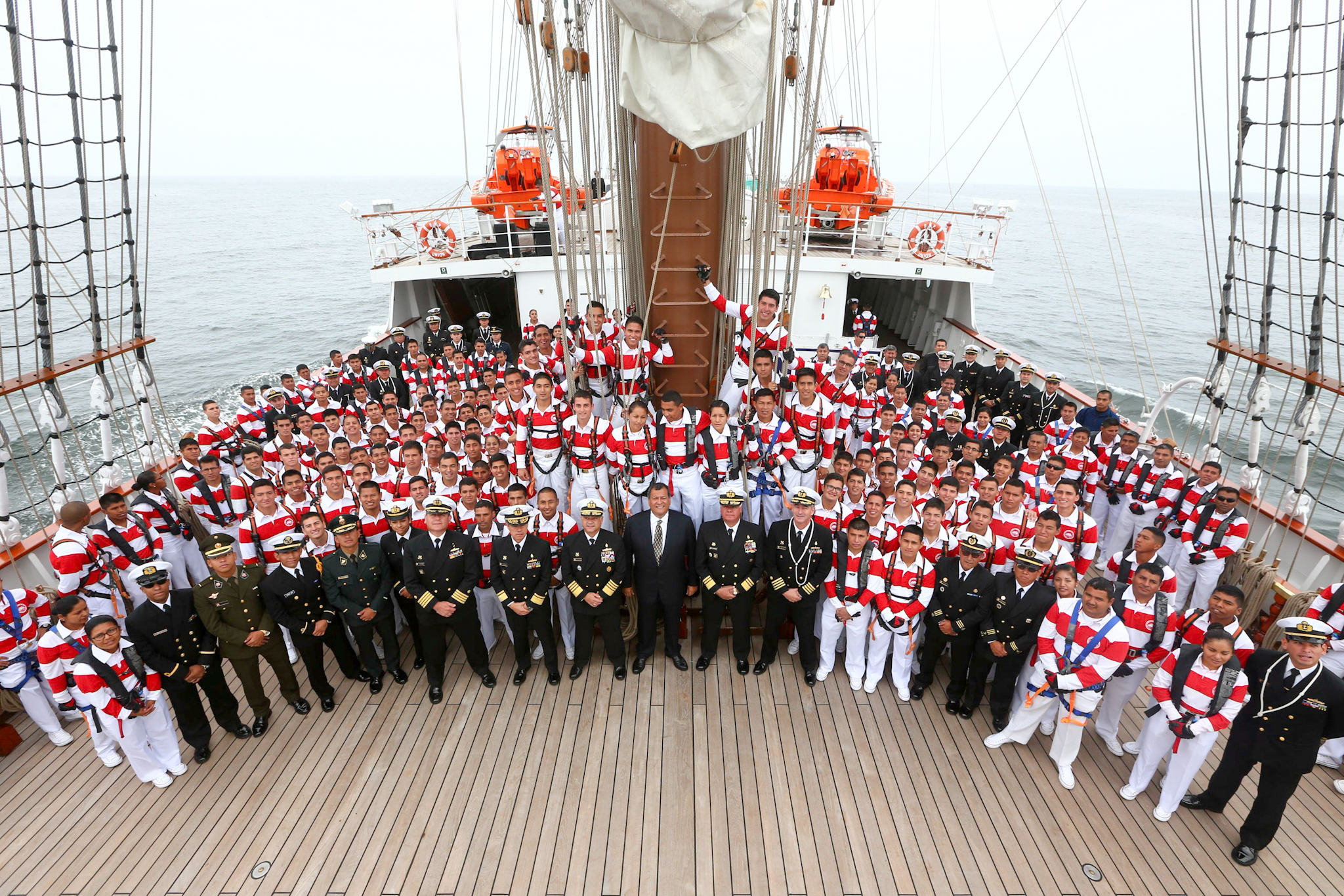
Tripulación al retorno del VIEX 2017, (Callao).
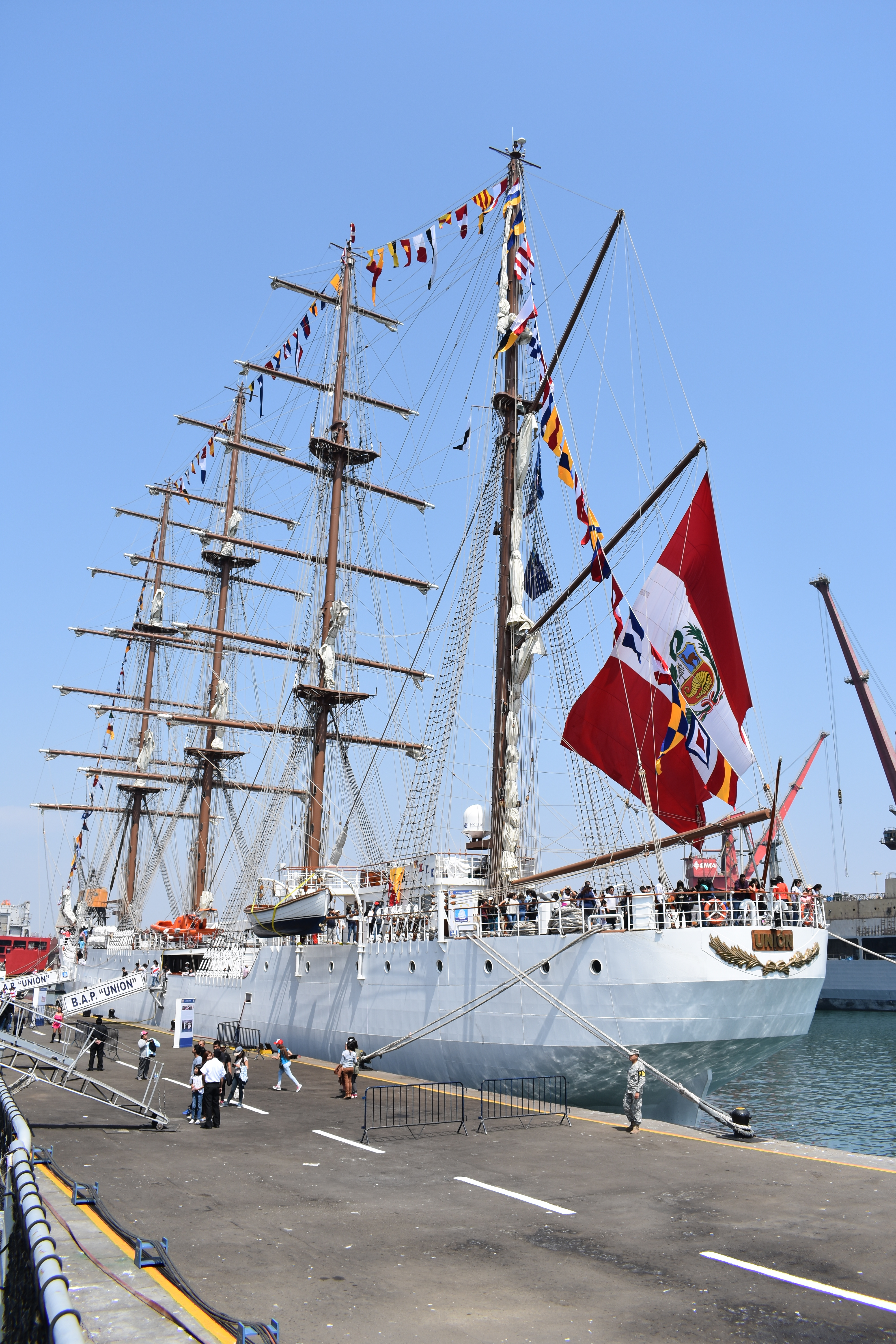
En base naval del Callao.
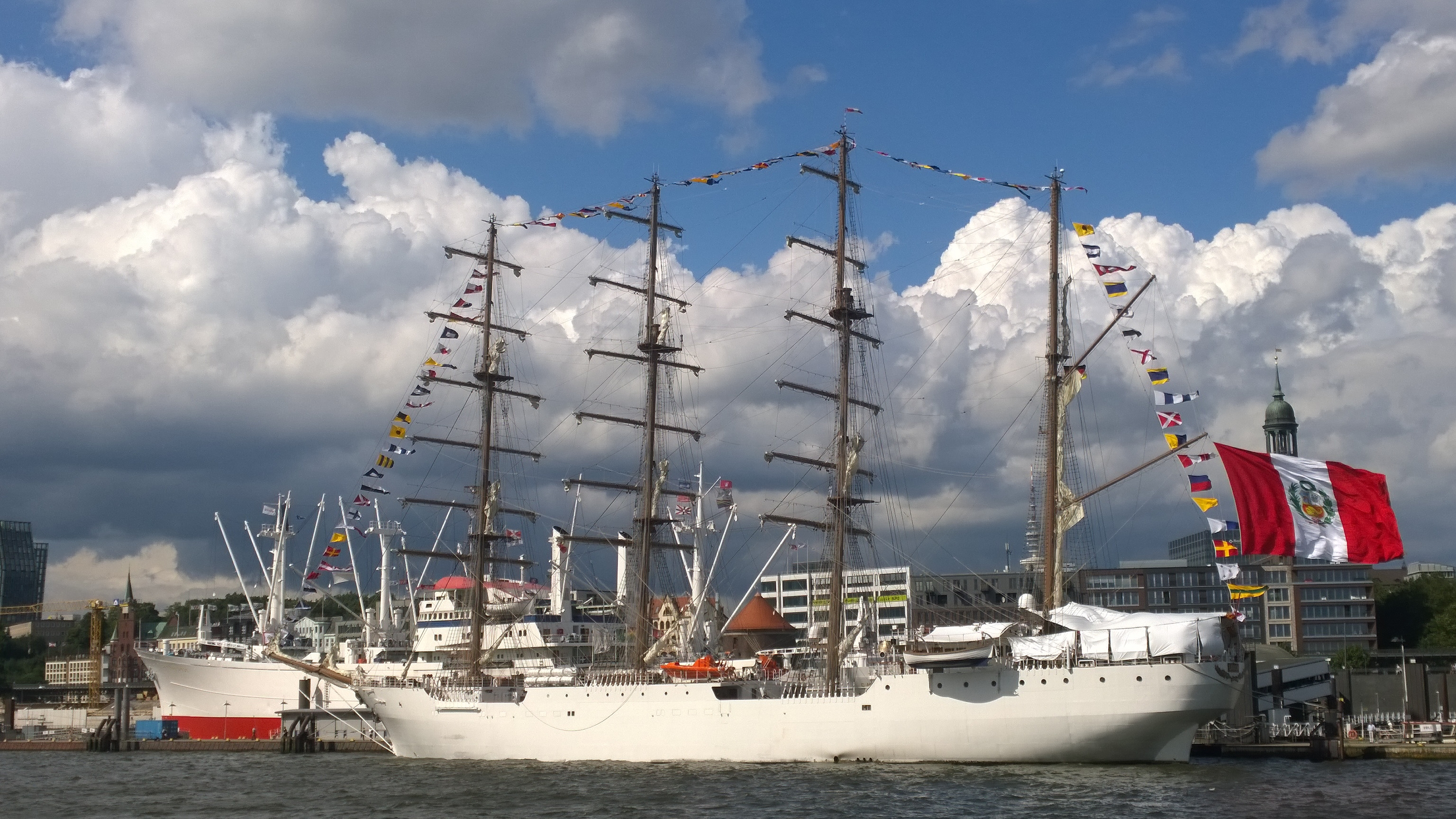
En Hamburgo, 2017
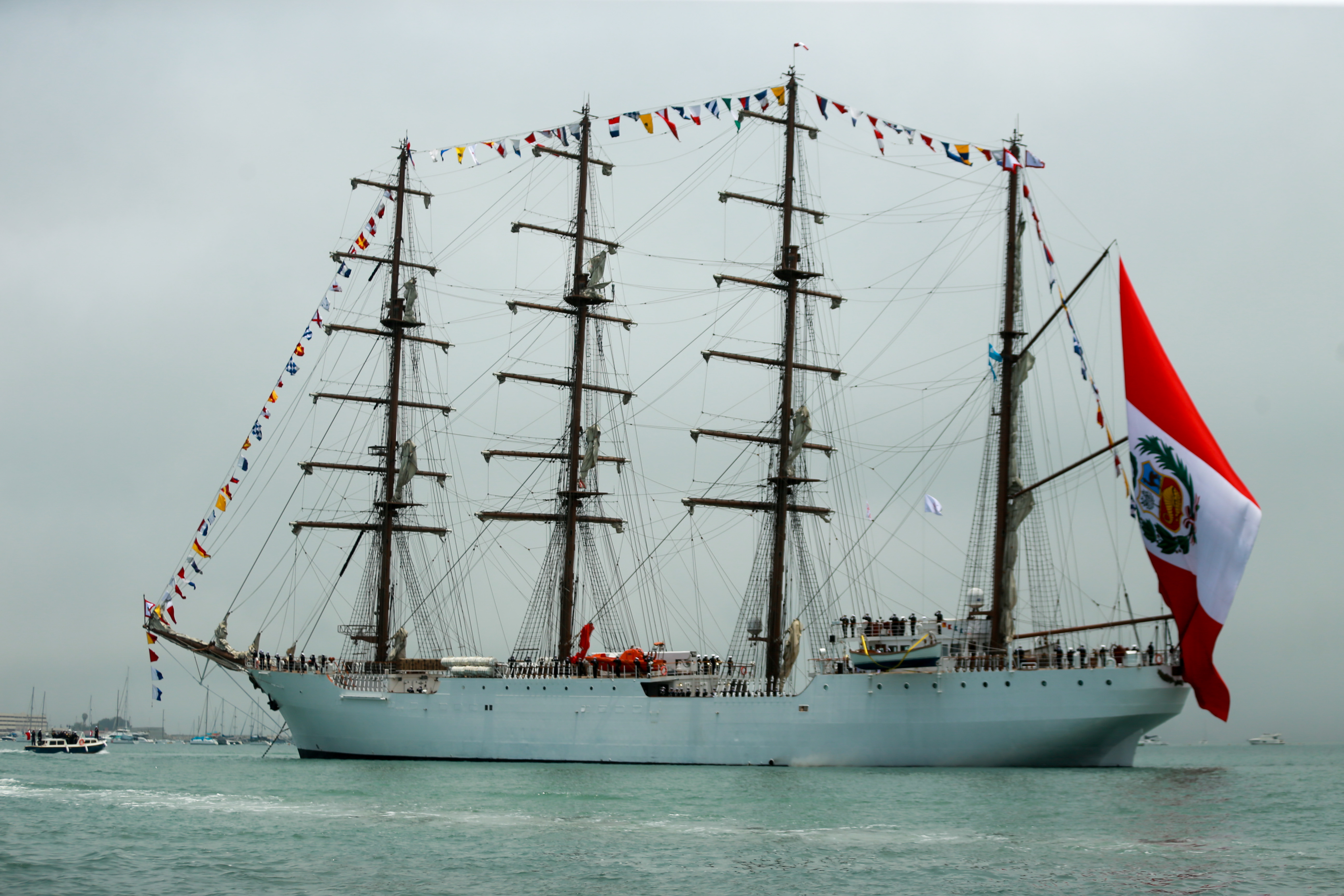
En Callao, 2021